# Tribigild
Tribigild (żył w IV wieku, zmarł w 399 roku) – ostrogocki żołnierz służący w armii bizantyjskiej. Był przywódcą buntu Gotów przeciwko Cesarstwu, który to bunt spowodował jeden z największych kryzysów mających miejsce podczas panowania cesarza Arkadiusza.
Tribigild pojawia się w źródłach jako wódz Ostrogotów osiadłych we Frygii i sojusznik cesarstwa z tytułem comes. W 399 roku w czasie wizyty na cesarskim dworze miał spotkać się ze złym traktowaniem i dużym dyshonorem co mocno uraziło jego dumę. Po powrocie do Frygii zebrał swoje wojska, wypowiedział posłuszeństwo Arkadiuszowi i zaczął łupić Azję Mniejszą. Wieści o jego postępach dotarły do Konstantynopola. Cesarz i jego doradcy w obawie przed przekroczeniem przez buntowników Hellespontu zdecydowali się wysłać do Azji Mniejszej wojska. Tymczasem Tribigild miał olbrzymie problemy z rdzenna ludnością Azji Mniejszej, która zaczęła organizować swoje milicje i przeciwstawiać się napastnikom. 
Dowódcy wojsk bizantyjskich które znalazły się w Azji Mniejszej, Leon i Gainas (który również był Gotem) bali się wydać buntownikom otwartą bitwę. Ich armia składała się w dużej części z German i nie mogli oni być pewni wierności swoich żołnierzy. W pewnym momencie wydawało się, że problem sam uległ rozwiązaniu ponieważ mieszkańcy Pizydii i Pamfilii rozbili Ostrogotów i zepchnęli ich ku wybrzeżu. Gainas wysłał wówczas Leona żeby ten rozprawił się z pokonanymi barbarzyńcami, ale jego wyprawa niespodziewanie zakończyła się klęską a Tribigild podjął marsz na północ. Gainas rozpoczął negocjacje z buntownikami i wysłał do Konstantynopola posłów z żądaniami przedstawionymi mu przez Tribigilda. Buntownik domagał się usunięcia z dworu eunucha Eutropiusza na co cesarz przystał. W Konstantynopolu uznano jednak że Gainas jest w zmowie ze swoim rodakiem (a być może i krewnym) i domagano się postawienia go przed sądem. Na wieść o tych wydarzeniach Gainas otwarcie sprzymierzył się z Tribigildem i ruszył na Konstantynopol. Tribigild zginął w czasie przemarszu połączonych gockich armii.